# Filipiny na Letnich Igrzyskach Olimpijskich 1992
Filipiny na Letnich Igrzyskach Olimpijskich 1992 reprezentowało 26 zawodników: 24 mężczyzn i dwie kobiety. Był to 15 start reprezentacji Filipin na letnich igrzyskach olimpijskich.

## Zdobyte medale
| Medal | Zawodnik     | Dyscyplina | Konkurencja             | Rezultat                                            |
| ----- | ------------ | ---------- | ----------------------- | --------------------------------------------------- |
| Brąz  | Roel Velasco | Boks       | waga papierowa do 48 kg | w półfinale przegrał z Kubańczykiem Rogelio Marcelo |

## Skład kadry

### Boks
Mężczyźni
- Roel Velasco waga papierowa do 48 kg - 3. miejsce,
- Isidro Vicera waga musza do 52 kg - 9. miejsce,
- Roberto Jalnaiz waga kogucia do 54 kg - 5. miejsce,
- Charlie Baleña waga piórkowa do 57 kg - 17. miejsce,
- Ronald Chavez waga lekka do 60 kg - 5. miejsce,
- Arlo Chavez waga lekkopółśrednia do 63,5 kg - 9. miejsce,

### Judo
Mężczyźni
- Jerry Dino - waga do 60 kg - 35. miejsce,
- John Baylon - waga do 78 kg - 22. miejsce,

### Jeździectwo
- Denise Cojuangco - skoki przez przeszkody indywidualnie - 77. miejsce,

### Kolarstwo szosowe
Mężczyźni
- Norberto Oconer - wyścig ze startu wspólnego - nie ukończył wyścigu,
- Domingo Villanueva - wyścig ze startu wspólnego - nie ukończył wyścigu,

### Lekkoatletyka
Mężczyźni
- Herman Suizo - maraton - 52. miejsce,
- Héctor Begeo - bieg na 3000 m z przeszkodami - odpadł w eliminacjach,
- Edward Lasquette - skok o tyczce - 28. miejsce,

### Pływanie
Kobiety
- Gillian Thomson

100 m stylem dowolnym - 34. miejsce,
200 m stylem dowolnym - 29. miejsce,
100 m stylem grzbietowym - 18. miejsce,
200 m stylem grzboetowym - 19. miejsce,
Mężczyźni
- Raymond Papa

100 m stylem grzbietowym - 43. miejsce,
200 m stylem grzbietowym - odpadł w eliminacjach (dyskwalifikacja),
- Leo Najera

100 m stylem grzbietowym - 44. miejsce,
100 m stylem motylkowym - 54. miejsce,
- Joseph Buhain

100 m stylem klasycznym - 30. miejsce,
100 m stylem motylkowym - 36. miejsce,
200 m stylem zmiennym - 38. miejsce,
- Patrick Concepcion

100 m stylem klasycznym - 35. miejsce,
200 m stylem klasycznym - 28. miejsce,
- Raymond Papa, Patrick Concepcion, Joseph Buhain, Leo Najera - sztafeta 4 x 100 m stylem zmiennym - 18. miejsce,

### Strzelectwo
- Jaime Recio - trap - 49. miejsce,

Mężczyźni
- Emerito Concepción - karabin pneumatyczny 10 m - 41. miejsce,

### Szermierka
Mężczyźni
- Walter Torres - floret indywidualnie - 53. miejsce,

### Żeglarstwo
- Richard Paz - windsurfing mężczyźni - 31. miejsce,
- Juan Miguel Torres, Mario Almario, Teodorico Asejo - klasa Soling - 24. miejsce,